# Crispiphantes rhomboideus
Espèce
Synonymes
- Meioneta rhomboidea Paik, 1985
- Lepthyphantes amurensis Tanasevitch, 1988

Crispiphantes rhomboideus est une espèce d'araignées aranéomorphes de la famille des Linyphiidae.

## Distribution
Cette espèce se rencontre en Corée du Sud et en Russie dans le bassin de l'Amour,.

## Publication originale
- Paik, 1985 : One new and two unrecorded species of linyphiid (s.l.) spiders from Korea. Journal of the Institute of Natural Sciences, Keimyung University, vol. 4, p. 57-66.